# Île Wellington
Pour les articles homonymes, voir Wellington (homonymie).
L'île Wellington est une grande île du Sud du Chili, située dans l'océan Pacifique à l'ouest du parc national Bernardo O'Higgins et du champ de glace Sud de Patagonie, dans la région de Magallanes et de l'Antarctique chilien. Avec une superficie de 5 556 km2, elle est la principale île de l'archipel Wellington. Puerto Edén est le seul village. C'est sur cette île que l'on trouve les derniers descendants du peuple amérindien Kawesqar (ou alakalufs).
L'île est séparée du continent par le long canal Messier, du nom de l'astronome français Charles Messier (1730-1817).